# 奇道勳
奇道勳（韓語：기도훈；1995年4月5日—），韓國男演員、模特兒，在中央大學畢業，2015年進入演藝圈並出道，所屬經紀公司為ForStar Company。

## 簡歷
奇道勳出生在首爾特別市，畢業於中央大學。2015年簽約模特兒經紀公司ESteem，2016年所屬的模特兒經紀公司與SM娛樂簽署戰略合作與持股投資合約，兩家公司將共享資源及展開合作，因此道勳亦一併簽約SM娛樂成為旗下藝人。
2015年，奇道勳正式出道，首部演出作品為電影《如此美好》。
2019年，主演電視劇《阿斯達年代記》，在劇中飾演大汗部隊戰士「洋次」，其兇猛英勇的形象與平常典型的帥氣小鮮肉風格形成強烈對比，成功引起話題。同年主演另一部劇集《抓住幽靈》，在劇中飾演廣域搜查隊刑警，其制服裝束獲得正面評價。
2020年，出演電視劇《結過一次了》，在劇中扮演國家柔道隊常備軍出身的宋家雞塊店打工仔「朴孝信」，並展開一段浪漫的愛情故事，在受訪時表示為了能完全詮釋角色，會集中研究語氣和眼神，同時為了配合角色也正在努力減重。為了能自然地表現出運動員出身「孝信」的一些習慣，向很多人尋求意見並正在努力鍛鍊，希望為觀眾們呈現更好的演出。

## 影視作品

### 電視劇
| 年份 | 電視台 | 劇名                           | 角色   | 備註   |
| 2017 | MBC    | 《王在相愛》                   | 張儀   | [ 6 ]  |
| 2017 | KBS2   | 《KBS Drama Special - Slow》   | 鍾熙旻 |        |
| 2018 | SBS    | 《要先接吻嗎？》               | 呂河民 | [ 7 ]  |
| 2019 | tvN    | 《阿斯達年代記》               | 洋次   | [ 8 ]  |
| 2019 | tvN    | 《抓住幽靈》                   | 金宇赫 | [ 9 ]  |
| 2020 | KBS2   | 《結過一次了》                 | 朴孝信 | [ 10 ] |
| 2022 | KBS2   | 《魔咒的戀人》                 | 宣民俊 |        |
| 2023 | tvN    | 《阿斯達年代記：阿拉姆恩之劍》 | 洋次   |        |

### 網路劇
| 年份 | 平台    | 劇名                     | 角色    | 備註   |
| 2021 | Netflix | 《喜歡的話請響鈴》第二季 | Brian千 |        |
| 2021 | TVING   | 《正在書寫你的命運》     | 申浩允  | [ 11 ] |
| 2023 | Netflix | 《女王制造者》           | 尹同柱  |        |

### 電影
| 年份 | 片名         | 角色 | 備註   |
| 2015 | 《如此美好》 | 世煥 | [ 12 ] |

## 綜藝節目
| 年份 | 電視台 | 節目               | 備註        |
| 2020 | JTBC   | 《認識的哥哥》     | EP.248      |
| 2020 | SBS    | 《叢林的法則》     | EP.423－426 |
| 2022 | KBS    | 《兩天一夜第四季》 | EP.141－    |